# Gonzalo Plata
Gonzalo Jordy Plata Jiménez, noto semplicemente come Gonzalo Plata (Guayaquil, 1º novembre 2000), è un calciatore ecuadoriano, centrocampista o attaccante del Flamengo e della nazionale ecuadoriana.

## Caratteristiche tecniche
È un'ala sinistra veloce e abile in dribbling, che può giocare anche sull'altra fascia.

## Carriera

### Club
Cresciuto nelle giovanili dell'Independiente del Valle, nel 2018 esordisce tra i professionisti con il club.
Il 31 gennaio 2019 sbarca in Europa firmando un contratto di 5 anni con lo Sporting Lisbona. Dopo avere giocato nei primi mesi nell'under-23 del club, viene aggregato alla prima squadra dei lusitani a partire dall'anno successivo, esordendovi il 31 agosto 2019 nella sconfitta per 2-3 contro il Rio Ave. Il 23 febbraio 2020 realizza la sua prima rete in campionato con i biancoverdi nel successo per 2-0 contro il Boavista.
Nel 2020-2021, a seguito dell'arrivo di Rúben Amorim sulla panchina dei biancoverdi, il suo spazio diminuisce in favore di Pedro Gonçalves. Ciononostante il 19 maggio 2021 segna un gol nel successo per 5-1 contro il Marítimo, che consente al club di vincere il campionato portoghese 19 anni dopo l'ultima volta.
Il 31 agosto 2021 viene ceduto in prestito al Real Valladolid.

### Nazionale
Con la nazionale Under-20 ecuadoriana ha preso parte al Sudamericano Under-20 2019 ed al Mondiale Under-20 del medesimo anno.

## Statistiche

### Presenze e reti nei club
Statistiche aggiornate al 1° maggio 2025.
| Stagione               | Squadra                 | Campionato             | Campionato | Campionato | Coppe nazionali | Coppe nazionali | Coppe nazionali | Coppe continentali | Coppe continentali | Coppe continentali | Altre coppe | Altre coppe | Altre coppe | Totale | Totale |
| Stagione               | Squadra                 | Comp                   | Pres       | Reti       | Comp            | Pres            | Reti            | Comp               | Pres               | Reti               | Comp        | Pres        | Reti        | Pres   | Reti   |
| ---------------------- | ----------------------- | ---------------------- | ---------- | ---------- | --------------- | --------------- | --------------- | ------------------ | ------------------ | ------------------ | ----------- | ----------- | ----------- | ------ | ------ |
| 2018                   | Independiente del Valle | A                      | 13         | 1          | CE              | 0               | 0               | -                  | -                  | -                  | -           | -           | -           | 13     | 1      |
| gen.-giu. 2019         | Sporting Lisbona        | PL                     | 0          | 0          | TP+CdL          | 0+0             | 0+0             | UEL                | 0                  | 0                  | -           | -           | -           | 0      | 0      |
| 2019-2020              | Sporting Lisbona        | PL                     | 21         | 2          | TP+CdL          | 0+1             | 0+1             | UEL                | 2                  | 0                  | SP          | -           | -           | 24     | 3      |
| 2020-2021              | Sporting Lisbona        | PL                     | 9          | 1          | TP+CdL          | 2+2             | 0+0             | UEL                | 1                  | 0                  | -           | -           | -           | 14     | 1      |
| Totale Sporting        | Totale Sporting         | Totale Sporting        | 30         | 3          |                 | 5               | 1               |                    | 3                  | 0                  |             | -           | -           | 38     | 4      |
| 2021-2022              | Real Valladolid         | SD                     | 30         | 6          | CR              | 1               | 0               | -                  | -                  | -                  | -           | -           | -           | 31     | 6      |
| 2022-2023              | Real Valladolid         | PD                     | 34         | 1          | CR              | 2               | 0               | -                  | -                  | -                  | -           | -           | -           | 36     | 1      |
| Totale Real Valladolid | Totale Real Valladolid  | Totale Real Valladolid | 64         | 7          |                 | 3               | 0               |                    | -                  | -                  |             | -           | -           | 67     | 7      |
| 2023-2024              | Al-Sadd                 | QSL                    | 21         | 8          | QSC+EQC         | 1+4             | 1+0             | ACL                | 5                  | 2                  | CdC         | 3           | 1           | 34     | 11     |
| 2024                   | Flamengo                | A/RJ+A                 | 0+11       | 0+1        | CB              | 4               | 1               | CL                 | 2                  | 0                  | -           | -           | -           | 17     | 2      |
| 2025                   | Flamengo                | A/RJ+A                 | 8+6        | 1+1        | CB              | 1               | 0               | CL                 | 1                  | 0                  | SB+Cmc      | 1+0         | 0           | 17     | 2      |
| Totale Flamengo        | Totale Flamengo         | Totale Flamengo        | 8+17       | 1+2        |                 | 5               | 1               |                    | 3                  | 0                  |             | 1           | 0           | 34     | 4      |
| Totale carriera        | Totale carriera         | Totale carriera        | 153        | 22         |                 | 18              | 3               |                    | 11                 | 2                  |             | 4           | 1           | 186    | 27     |

### Cronologia presenze e reti in nazionale
| Cronologia completa delle presenze e delle reti in nazionale ― Ecuador | Cronologia completa delle presenze e delle reti in nazionale ― Ecuador | Cronologia completa delle presenze e delle reti in nazionale ― Ecuador | Cronologia completa delle presenze e delle reti in nazionale ― Ecuador | Cronologia completa delle presenze e delle reti in nazionale ― Ecuador | Cronologia completa delle presenze e delle reti in nazionale ― Ecuador | Cronologia completa delle presenze e delle reti in nazionale ― Ecuador | Cronologia completa delle presenze e delle reti in nazionale ― Ecuador |
| Data                                                                   | Città                                                                  | In casa                                                                | Risultato                                                              | Ospiti                                                                 | Competizione                                                           | Reti                                                                   | Note                                                                   |
| ---------------------------------------------------------------------- | ---------------------------------------------------------------------- | ---------------------------------------------------------------------- | ---------------------------------------------------------------------- | ---------------------------------------------------------------------- | ---------------------------------------------------------------------- | ---------------------------------------------------------------------- | ---------------------------------------------------------------------- |
| 5-9-2019                                                               | Harrison                                                               | Perù                                                                   | 0 – 1                                                                  | Ecuador                                                                | Amichevole                                                             | -                                                                      | 90+1’                                                                  |
| 10-9-2019                                                              | Cuenca                                                                 | Ecuador                                                                | 3 – 0                                                                  | Bolivia                                                                | Amichevole                                                             | 1                                                                      | 70’                                                                    |
| 13-10-2019                                                             | Elche                                                                  | Argentina                                                              | 6 – 1                                                                  | Ecuador                                                                | Amichevole                                                             | -                                                                      | 65’                                                                    |
| 19-11-2019                                                             | Harrison                                                               | Ecuador                                                                | 0 – 1                                                                  | Colombia                                                               | Amichevole                                                             | -                                                                      | 46’                                                                    |
| 9-10-2020                                                              | Buenos Aires                                                           | Argentina                                                              | 1 – 0                                                                  | Ecuador                                                                | Qual. Mondiali 2022                                                    | -                                                                      | 64’                                                                    |
| 13-10-2020                                                             | Quito                                                                  | Ecuador                                                                | 4 – 2                                                                  | Uruguay                                                                | Qual. Mondiali 2022                                                    | 1                                                                      | 69’                                                                    |
| 12-11-2020                                                             | La Paz                                                                 | Bolivia                                                                | 2 – 3                                                                  | Ecuador                                                                | Qual. Mondiali 2022                                                    | -                                                                      | 72’                                                                    |
| 17-11-2020                                                             | Quito                                                                  | Ecuador                                                                | 6 – 1                                                                  | Colombia                                                               | Qual. Mondiali 2022                                                    | 1                                                                      | 32’ 60’, 80’                                                           |
| 29-3-2021                                                              | Guayaquil                                                              | Ecuador                                                                | 2 – 1                                                                  | Bolivia                                                                | Amichevole                                                             | -                                                                      | 60’                                                                    |
| 8-6-2021                                                               | Quito                                                                  | Ecuador                                                                | 1 – 2                                                                  | Perù                                                                   | Qual. Mondiali 2022                                                    | 1                                                                      | 46’                                                                    |
| 13-6-2021                                                              | Cuiabá                                                                 | Colombia                                                               | 1 – 0                                                                  | Ecuador                                                                | Coppa America 2021 - 1º turno                                          | -                                                                      | 69’                                                                    |
| 20-6-2021                                                              | Rio de Janeiro                                                         | Venezuela                                                              | 2 – 2                                                                  | Ecuador                                                                | Coppa America 2021 - 1º turno                                          | 1                                                                      | 68’                                                                    |
| 27-6-2021                                                              | Goiânia                                                                | Brasile                                                                | 1 – 1                                                                  | Ecuador                                                                | Coppa America 2021 - 1º turno                                          | -                                                                      | 72’                                                                    |
| 3-7-2021                                                               | Goiânia                                                                | Argentina                                                              | 3 – 0                                                                  | Ecuador                                                                | Coppa America 2021 - Quarti di finale                                  | -                                                                      | 46’                                                                    |
| 2-9-2021                                                               | Quito                                                                  | Ecuador                                                                | 2 – 0                                                                  | Paraguay                                                               | Qual. Mondiali 2022                                                    | -                                                                      | 80’                                                                    |
| 5-9-2021                                                               | Quito                                                                  | Ecuador                                                                | 0 – 0                                                                  | Cile                                                                   | Qual. Mondiali 2022                                                    | -                                                                      | 57’                                                                    |
| 9-9-2021                                                               | Montevideo                                                             | Uruguay                                                                | 1 – 0                                                                  | Ecuador                                                                | Qual. Mondiali 2022                                                    | -                                                                      |                                                                        |
| 7-10-2021                                                              | Guayaquil                                                              | Ecuador                                                                | 3 – 0                                                                  | Bolivia                                                                | Qual. Mondiali 2022                                                    | -                                                                      |                                                                        |
| 10-10-2021                                                             | Caracas                                                                | Venezuela                                                              | 2 – 1                                                                  | Ecuador                                                                | Qual. Mondiali 2022                                                    | -                                                                      | 83’                                                                    |
| 14-10-2021                                                             | Barranquilla                                                           | Colombia                                                               | 0 – 0                                                                  | Ecuador                                                                | Qual. Mondiali 2022                                                    | -                                                                      | 63’                                                                    |
| 11-11-2021                                                             | Quito                                                                  | Ecuador                                                                | 1 – 0                                                                  | Venezuela                                                              | Qual. Mondiali 2022                                                    | -                                                                      | 29’                                                                    |
| 17-11-2021                                                             | Santiago del Cile                                                      | Cile                                                                   | 0 – 2                                                                  | Ecuador                                                                | Qual. Mondiali 2022                                                    | -                                                                      | 72’                                                                    |
| 27-1-2022                                                              | Quito                                                                  | Ecuador                                                                | 1 – 1                                                                  | Brasile                                                                | Qual. Mondiali 2022                                                    | -                                                                      |                                                                        |
| 1-2-2022                                                               | Lima                                                                   | Perù                                                                   | 1 – 1                                                                  | Ecuador                                                                | Qual. Mondiali 2022                                                    | -                                                                      | 63’                                                                    |
| 29-3-2022                                                              | Guayaquil                                                              | Ecuador                                                                | 1 – 1                                                                  | Argentina                                                              | Qual. Mondiali 2022                                                    | -                                                                      |                                                                        |
| 2-6-2022                                                               | Harrison                                                               | Ecuador                                                                | 1 – 0                                                                  | Nigeria                                                                | Amichevole                                                             | -                                                                      | 59’                                                                    |
| 6-6-2022                                                               | Chicago                                                                | Messico                                                                | 0 – 0                                                                  | Ecuador                                                                | Amichevole                                                             | -                                                                      |                                                                        |
| 11-6-2022                                                              | Fort Lauderdale                                                        | Ecuador                                                                | 1 – 0                                                                  | Capo Verde                                                             | Amichevole                                                             | -                                                                      | 86’                                                                    |
| 23-9-2022                                                              | Murcia                                                                 | Arabia Saudita                                                         | 0 – 0                                                                  | Ecuador                                                                | Amichevole                                                             | -                                                                      | 74’                                                                    |
| 12-11-2022                                                             | Madrid                                                                 | Ecuador                                                                | 0 – 0                                                                  | Iraq                                                                   | Amichevole                                                             | -                                                                      | 46’                                                                    |
| 20-11-2022                                                             | Al Khawr                                                               | Qatar                                                                  | 0 – 2                                                                  | Ecuador                                                                | Mondiali 2022 - 1º turno                                               | -                                                                      |                                                                        |
| 25-11-2022                                                             | Al Rayyan                                                              | Paesi Bassi                                                            | 1 – 1                                                                  | Ecuador                                                                | Mondiali 2022 - 1º turno                                               | -                                                                      | 90’                                                                    |
| 29-11-2022                                                             | Al Rayyan                                                              | Ecuador                                                                | 1 – 2                                                                  | Senegal                                                                | Mondiali 2022 - 1º turno                                               | -                                                                      |                                                                        |
| 17-6-2023                                                              | Harrison                                                               | Ecuador                                                                | 1 – 0                                                                  | Bolivia                                                                | Amichevole                                                             | -                                                                      | 79’                                                                    |
| 7-9-2023                                                               | Buenos Aires                                                           | Argentina                                                              | 1 – 0                                                                  | Ecuador                                                                | Qual. Mondiali 2026                                                    | -                                                                      | 67’                                                                    |
| 21-3-2024                                                              | Harrison                                                               | Ecuador                                                                | 2 – 0                                                                  | Guatemala                                                              | Amichevole                                                             | 1                                                                      | 72’ 87’                                                                |
| 24-3-2024                                                              | Harrison                                                               | Ecuador                                                                | 0 – 2                                                                  | Italia                                                                 | Amichevole                                                             | -                                                                      |                                                                        |
| 10-10-2024                                                             | Quito                                                                  | Ecuador                                                                | 0 – 0                                                                  | Paraguay                                                               | Qual. Mondiali 2026                                                    | -                                                                      | 66’                                                                    |
| 15-10-2024                                                             | Montevideo                                                             | Uruguay                                                                | 0 – 0                                                                  | Ecuador                                                                | Qual. Mondiali 2026                                                    | -                                                                      | 90+3’                                                                  |
| 14-11-2024                                                             | Guayaquil                                                              | Ecuador                                                                | 4 – 0                                                                  | Bolivia                                                                | Qual. Mondiali 2026                                                    | 2                                                                      | 68’                                                                    |
| 19-11-2024                                                             | Barranquilla                                                           | Colombia                                                               | 0 – 1                                                                  | Ecuador                                                                | Qual. Mondiali 2026                                                    | -                                                                      | 79’                                                                    |
| 21-3-2025                                                              | Quito                                                                  | Ecuador                                                                | 2 – 1                                                                  | Venezuela                                                              | Qual. Mondiali 2026                                                    | -                                                                      | 90+3’                                                                  |
| 25-3-2025                                                              | Santiago del Cile                                                      | Cile                                                                   | 0 – 0                                                                  | Ecuador                                                                | Qual. Mondiali 2026                                                    | -                                                                      | 85’                                                                    |
| Totale                                                                 |                                                                        | Presenze                                                               | 43                                                                     |                                                                        | Reti                                                                   | 8                                                                      |                                                                        |

| Cronologia completa delle presenze e delle reti in nazionale ― Ecuador under 20 | Cronologia completa delle presenze e delle reti in nazionale ― Ecuador under 20 | Cronologia completa delle presenze e delle reti in nazionale ― Ecuador under 20 | Cronologia completa delle presenze e delle reti in nazionale ― Ecuador under 20 | Cronologia completa delle presenze e delle reti in nazionale ― Ecuador under 20 | Cronologia completa delle presenze e delle reti in nazionale ― Ecuador under 20 | Cronologia completa delle presenze e delle reti in nazionale ― Ecuador under 20 | Cronologia completa delle presenze e delle reti in nazionale ― Ecuador under 20 |
| Data                                                                            | Città                                                                           | In casa                                                                         | Risultato                                                                       | Ospiti                                                                          | Competizione                                                                    | Reti                                                                            | Note                                                                            |
| ------------------------------------------------------------------------------- | ------------------------------------------------------------------------------- | ------------------------------------------------------------------------------- | ------------------------------------------------------------------------------- | ------------------------------------------------------------------------------- | ------------------------------------------------------------------------------- | ------------------------------------------------------------------------------- | ------------------------------------------------------------------------------- |
| 14-11-2018                                                                      | Barquisimeto                                                                    | Perù under 20                                                                   | 2 – 1                                                                           | Ecuador under 20                                                                | Amichevole                                                                      | 1                                                                               |                                                                                 |
| 16-11-2018                                                                      | Barquisimeto                                                                    | Venezuela under 20                                                              | 0 – 1                                                                           | Ecuador under 20                                                                | Amichevole                                                                      | -                                                                               |                                                                                 |
| 18-1-2019                                                                       | Talca                                                                           | Ecuador under 20                                                                | 3 – 0                                                                           | Paraguay under 20                                                               | Sudamericano Sub-20 2019 - 1º turno                                             | -                                                                               |                                                                                 |
| 20-1-2019                                                                       | Curicó                                                                          | Uruguay under 20                                                                | 3 – 1                                                                           | Ecuador under 20                                                                | Sudamericano Sub-20 2019 - 1º turno                                             | -                                                                               | 40’                                                                             |
| 22-1-2019                                                                       | Talca                                                                           | Argentina under 20                                                              | 0 – 1                                                                           | Ecuador under 20                                                                | Sudamericano Sub-20 2019 - 1º turno                                             | -                                                                               | 90+1’                                                                           |
| 24-1-2019                                                                       | Curicó                                                                          | Perù under 20                                                                   | 1 – 3                                                                           | Ecuador under 20                                                                | Sudamericano Sub-20 2019 - 1º turno                                             | -                                                                               | 76’                                                                             |
| 29-1-2019                                                                       | Rancagua                                                                        | Argentina under 20                                                              | 1 – 2                                                                           | Ecuador under 20                                                                | Sudamericano Sub-20 2019 - 2º turno                                             | -                                                                               | 67’                                                                             |
| 1-2-2019                                                                        | Rancagua                                                                        | Ecuador under 20                                                                | 0 – 1                                                                           | Uruguay under 20                                                                | Sudamericano Sub-20 2019 - 2º turno                                             | -                                                                               | 85’                                                                             |
| 4-2-2019                                                                        | Rancagua                                                                        | Ecuador under 20                                                                | 1 – 0                                                                           | Colombia under 20                                                               | Sudamericano Sub-20 2019 - 2º turno                                             | -                                                                               |                                                                                 |
| 7-2-2019                                                                        | Rancagua                                                                        | Ecuador under 20                                                                | 0 – 0                                                                           | Brasile under 20                                                                | Sudamericano Sub-20 2019 - 2º turno                                             | -                                                                               |                                                                                 |
| 10-2-2019                                                                       | Rancagua                                                                        | Venezuela under 20                                                              | 0 – 3                                                                           | Ecuador under 20                                                                | Sudamericano Sub-20 2019 - 2º turno                                             | -                                                                               |                                                                                 |
| 23-5-2019                                                                       | Bydgoszcz                                                                       | Giappone under 20                                                               | 1 – 1                                                                           | Ecuador under 20                                                                | Mondiali Under-20 2019 - 1º turno                                               | -                                                                               |                                                                                 |
| 26-5-2019                                                                       | Bydgoszcz                                                                       | Ecuador under 20                                                                | 0 – 1                                                                           | Italia under 20                                                                 | Mondiali Under-20 2019 - 1º turno                                               | -                                                                               | 84’                                                                             |
| 29-5-2019                                                                       | Gdynia                                                                          | Ecuador under 20                                                                | 1 – 0                                                                           | Messico under 20                                                                | Mondiali Under-20 2019 - 1º turno                                               | 1                                                                               |                                                                                 |
| 3-6-2019                                                                        | Lublino                                                                         | Uruguay under 20                                                                | 1 – 3                                                                           | Ecuador under 20                                                                | Mondiali Under-20 2019 - Ottavi di finale                                       | 1                                                                               |                                                                                 |
| 8-6-2019                                                                        | Gdynia                                                                          | Stati Uniti under 20                                                            | 1 – 2                                                                           | Ecuador under 20                                                                | Mondiali Under-20 2019 - Quarti di finale                                       | -                                                                               |                                                                                 |
| 11-6-2019                                                                       | Lublino                                                                         | Ecuador under 20                                                                | 0 – 1                                                                           | Corea del Sud under 20                                                          | Mondiali Under-20 2019 - Semifinale                                             | -                                                                               | 58’                                                                             |
| 14-6-2019                                                                       | Gdynia                                                                          | Italia under 20                                                                 | 0 – 1 dts                                                                       | Ecuador under 20                                                                | Mondiali Under-20 2019 - Finale 3º posto                                        | -                                                                               | 95’                                                                             |
| Totale                                                                          |                                                                                 | Presenze                                                                        | 18                                                                              |                                                                                 | Reti                                                                            | 3                                                                               |                                                                                 |

## Palmarès

### Club

#### Competizioni statali
- Campionato carioca: 1

Flamengo: 2025
- Taça Guanabara: 1

Flamengo: 2025

#### Competizioni nazionali
- Coppa di Lega portoghese: 2

Sporting Lisbona: 2018-2019, 2020-2021
- Coppa del Portogallo: 1

Sporting Lisbona: 2018-2019
- Campionato portoghese: 1

Sporting Lisbona: 2020-2021
- Supercoppa di Portogallo: 1

Sporting Lisbona: 2021
- Coppa del Brasile: 1

Flamengo: 2024
- Supercoppa del Brasile: 1

Flamengo: 2025